# Krasnopakhorskoïe
Krasnopakhorskoïe (Поселе́ние Краснопахо́рское) est un district municipal du district administratif de Troïtsk de la ville de Moscou. Son siège est le village de Krasnaïa Pakhra dont il tire son nom.
Il a été formé le 28 février 2005 sous le nom de municipalité rurale de Krasnaïa Pakhra dépendant du raïon de Podolsk dans l'oblast de Moscou et comprend vingt localités de peuplement,.
Il entre dans le territoire de la Nouvelle Moscou le 1er juillet 2012.

## Géographie
Son territoire s'étend sur 86,88 km².

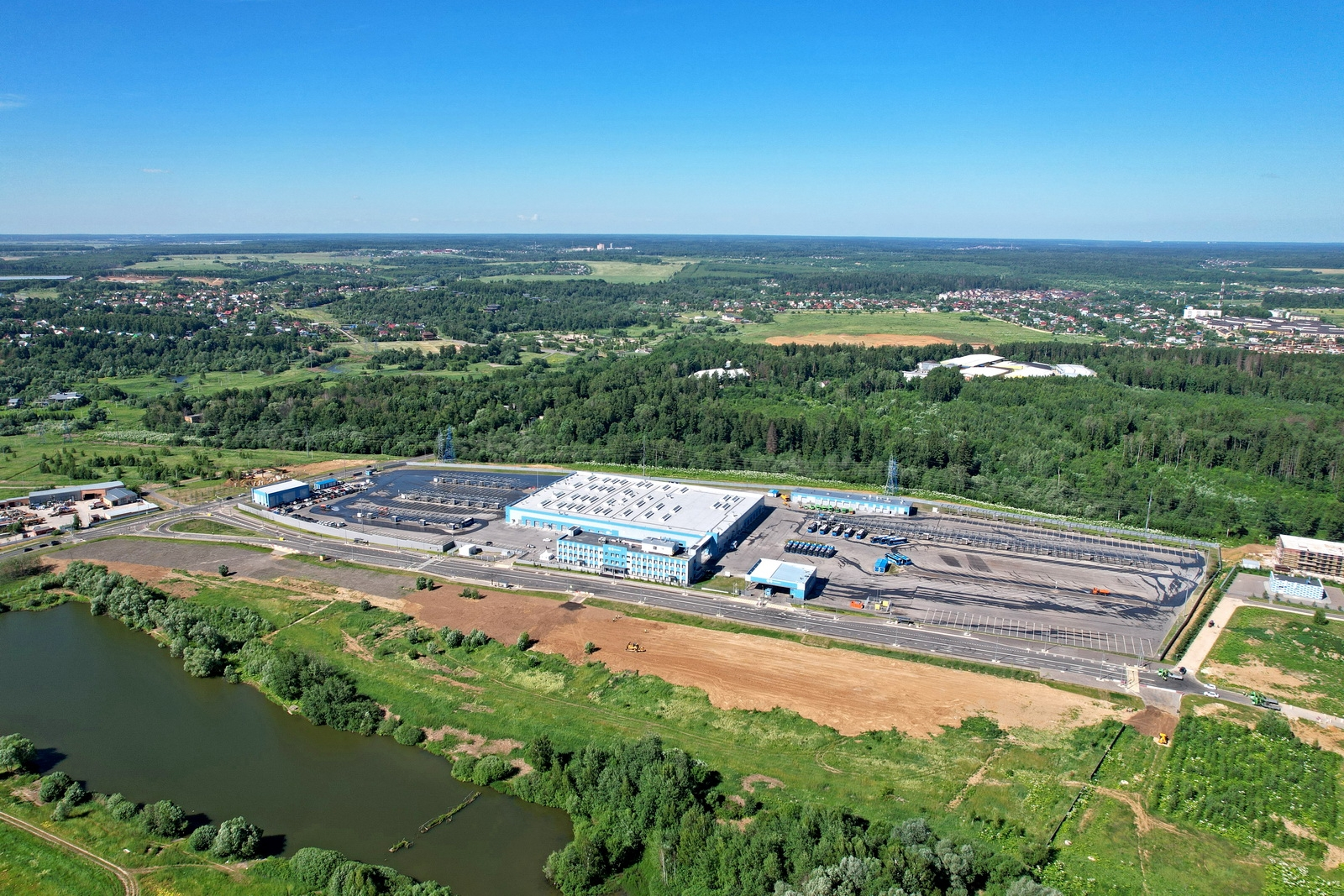
Nouveau dépôt d'autobus électriques de Krasnaïa Pakhra, inauguré en 2022.

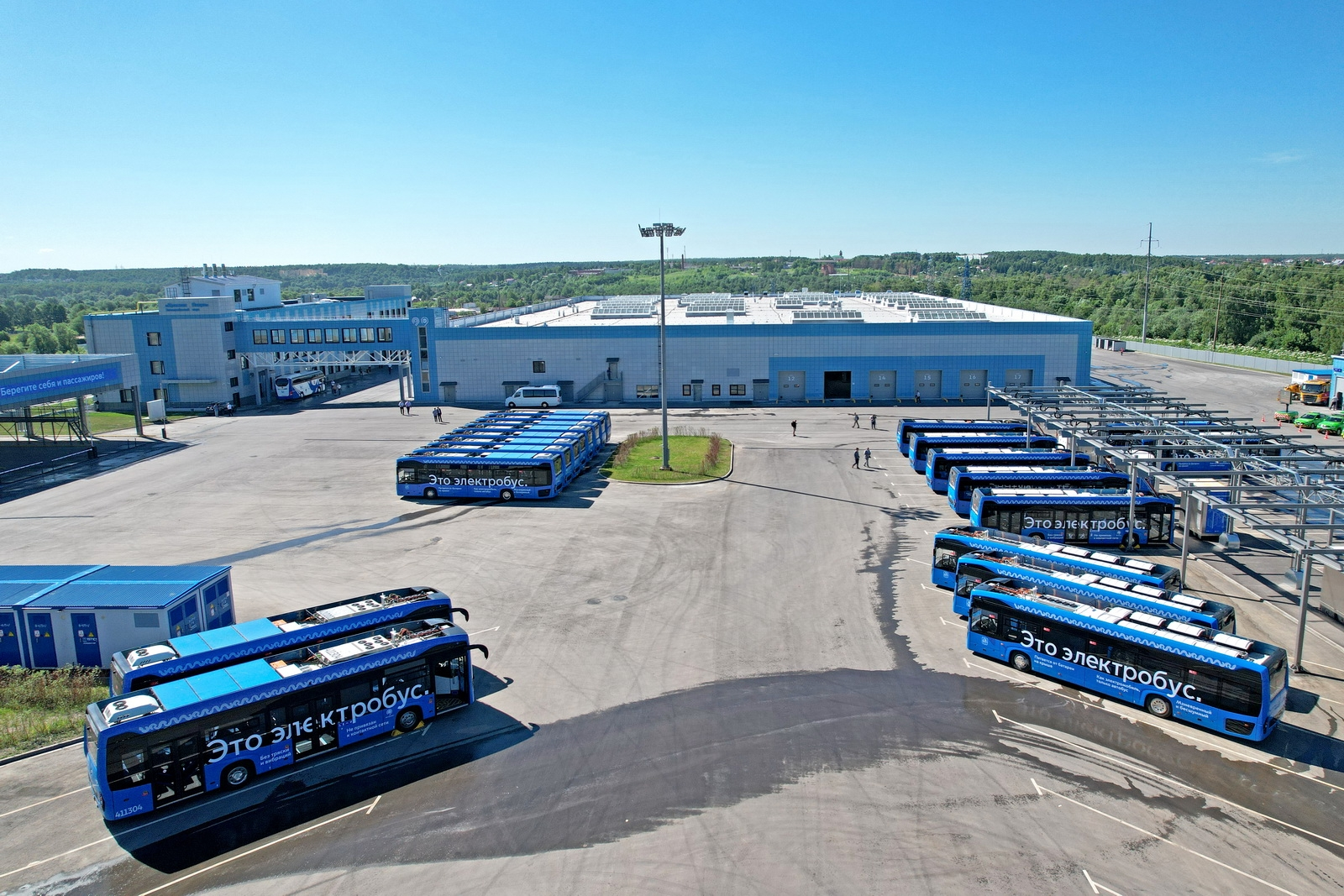
Nouveau dépôt d'autobus électriques de Krasnaïa Pakhra, inauguré en 2022.

Le district municipal se trouve dans la partie Nord-Est du district administratif de Troïtsk. Il confine avec: 
- Dessionovskoïe, du district administratif de Novomoskovski (au nord);
- le district urbain de Troïtsk (au nord);
- le district municipal Pervomaïskoïe (au nord);
- le raïon de Naro-Fominsk de l'oblast de Moscou (à l'ouest);
- le district municipal Mikhaïlo-Iartsevskoïe (au sud-ouest);
- le district municipal Voronovskoïe (au sud-ouest);
- le district municipal Chtchapovskoïe (à l'est);
- le district municipal Klionovskoïe (au sud-est);

La chaussée de Kalouga (autoroute A130) traverse le territoire.

## population
- 2010:  4 026 habitants
- 2015:  4 575 habitants
- 2018:  4 867 habitants
- 2021: 12 698 habitants

## Localités
Le district municipal compte vingt lieux de peuplement dont les plus importants sont la bourgade de Krasnaïa Pakhra (2 432 habitants en 2013), les villages de Krasnoïe (419 habitants en 2013) et Bylovo (422 habitants en 2013).

## Lieux à voir du patrimoine

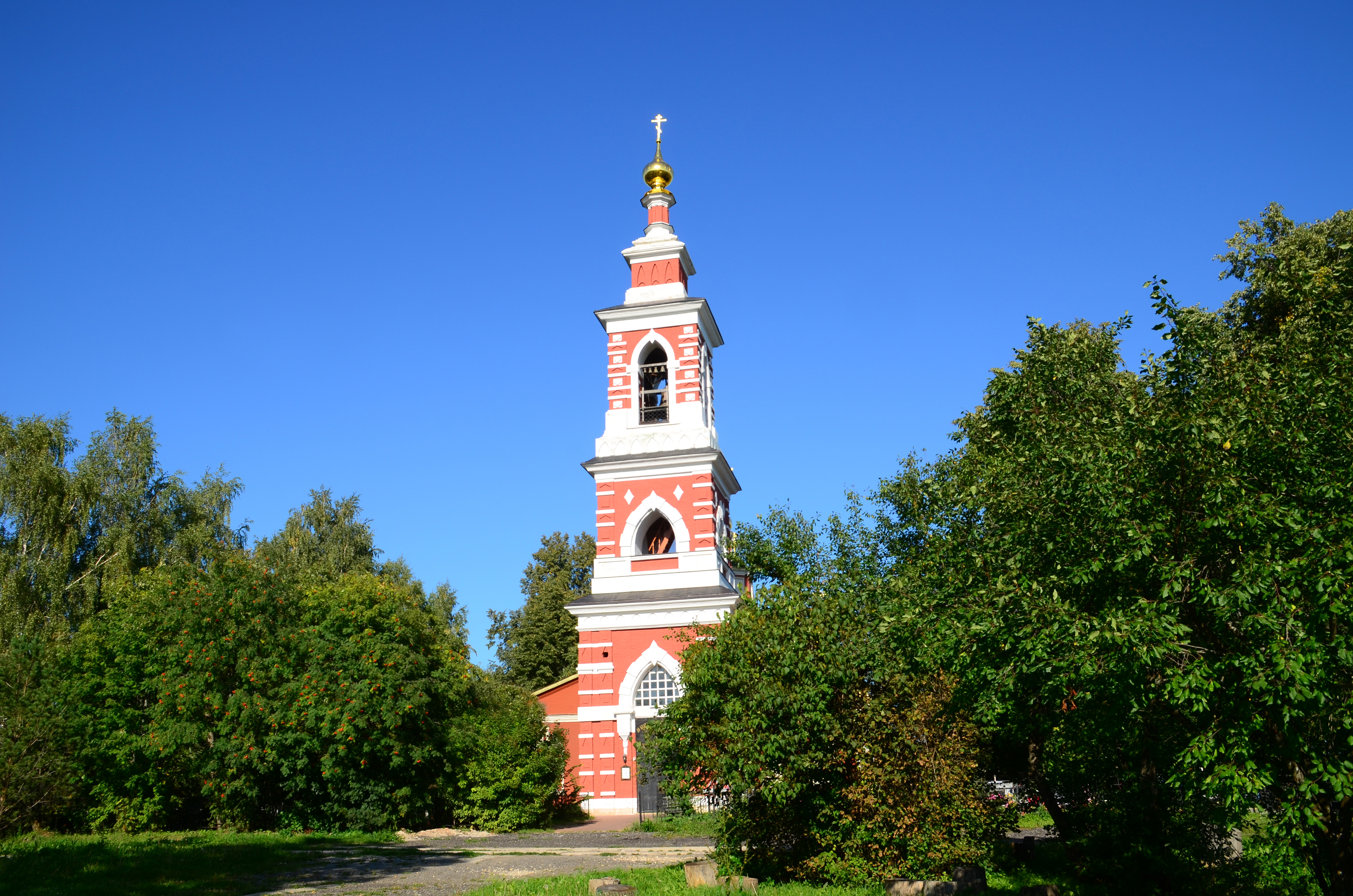
Clocher de l'église de la Nativité-du-Christ de Varvarino.

Le château de Krasnoïe et l'église Saint-Jean-l'Évangéliste.

- Église Saint-Michel-Archange (1874)
- Parc et manoir de Rojdestveno-Varvarino
- Église de la Nativité-du-Christ de Varvarino (1689-1692)
- Manoir de Krasnoïe-Pakhovo
- Église Saint-Jean-l'Évangéliste de Krasnoïe (1706); le château de Krasnoïe (devenu propriété privée) ne se visite pas
- Parc du manoir Raïevo
- Parc du manoir Tchirikovo-Pokrovskoïe

## Espaces verts
- Parc « La Forêt russe » aménagé en septembre 2021[5],[6].
- Parc de culture et de loisir Pobeda (Victoire), aménagé à Krasnaïa Pakhra en 2019[7]. Une allée et une pierre du souvenir ont été installées en 2020 pour les 75 ans du Jour de la Victoire de la Grande Guerre patriotique[8].
- Parc de Krasnaïa Pakhra, aménagé sur la rive de la rivière Pakhra, non loin du village de Bylovo, à côté du camp sportif Espoirs olympiques, inauguré le 5 novembre 2013. Il comprend des installations sportives[9] et s'étend sur 12,5 hectares. Une plage y est aménagée au bord de la rivière qui a elle-même été purifiée[10],[11].